# Gypsophila yusufeliensis
Gypsophila yusufeliensis är en nejlikväxtart som beskrevs av Budak. Gypsophila yusufeliensis ingår i släktet slöjor, och familjen nejlikväxter. Inga underarter finns listade i Catalogue of Life.